# Deb (파일 형식)
.deb은 데비안의 소프트웨어 패키지 포맷의 확장자이며 데비안 소프트웨어 포맷의 바이너리 패키지에서 가장 자주 사용되는 파일 이름이다.

## 디자인

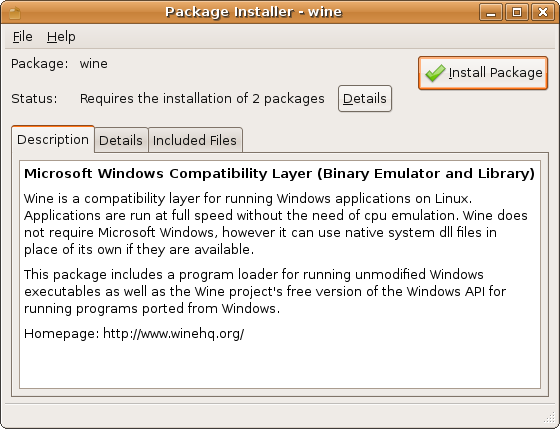
.deb 패키지를 설치하는 gdebi

데비안 패키지는 두 개의 Tar 보존, 혹은 선택적으로 gzip (zlib), bzip2, Izma, xz (Izma2)를 사용하는 표준 유닉스 ar 보존을 사용하는데, 이 형식들은 통제 정보와 프로그램 데이터에 관한 내용을 포함한다.
허용되는 프로그램은 dpkg인데, 대부분 APT 혹은 앱티튜드, 우분투 소프트웨어 센터, 시냅틱(synaptic), 혹은 gdebi를 사용한다.
데비안 패키지는 에일리언 소프트웨어를 이용해 다른 패키지 형식으로 전환될 수 있으며, 체크인스톨과 데비안 패키지 매니저를 이용해 소스 코드로부터 생성할 수 있다.
몇몇 코어 데비안 패키지는 udeb 형식 ("마이크로 debs")으로 존재하며, 일반적으로 데비안 설치판의 부트스트랩용으로만 사용된다. 이러한 파일들이 udeb 확장자를 사용하지만, 일반적인 deb 파일의 구조 정의를 따른다. 그러나, deb와는 다르게, udeb는 작동에 필요한 파일들만을 포함하고 있다. 특히, 문서화 파일들은 일반적으로 생략된다. udeb 패키지는 일반적인 데비안 시스템에서 설치할 수 없다.

## 적용
데비안 버전 0.93 이후부터, deb 파일은 ar 보존 형식으로 적용되었다. 캐노니컬의 아카이브 형식 적용은 다음과 같다:
- debian-binary: deb 포맷의 버전. 현재 데비안 버전에서 "2.0"임.
- control.tar, control.tar.gz or control.tar.xz: 모든 패키지의 메타정보. dpkg에게 패키지 설치를 어떻게 할 지 알려줌
- data.tar, data.tar.gz, data.tar.bz2, data.tar.lzma or data.tar.xz: 실제 설치 파일.

debian-binary 파일은 보존의 초입 부분에 있어야 하며, 그렇지 않으면 데비안 패키지로 인식되지 않음.

## 호환성
데비안 패키지는 데비안 기반의 GNU/리눅스 배포판 (우분투 등)에서 동작한다. 기본 설치 프로그램은 dpkg이다.

## 같이 보기
- Dpkg